# Jużynty
Jużynty (lit. Jūžintai) – miasteczko na Litwie, położone w okręgu poniewieskim, w rejonie rakiszeckim. Liczy 491 mieszkańców (2001). W miasteczku kościół pw. św. Mikołaja z 1790 ufundowany przez Weysenhoffów.
W Jużyntach mieszkał w młodości pisarz Józef Weysenhoff. Tutaj toczy się duża część fabuły jego powieści Soból i panna, opartej na wątkach autobiograficznych.

## Galeria
Widok współczesny:

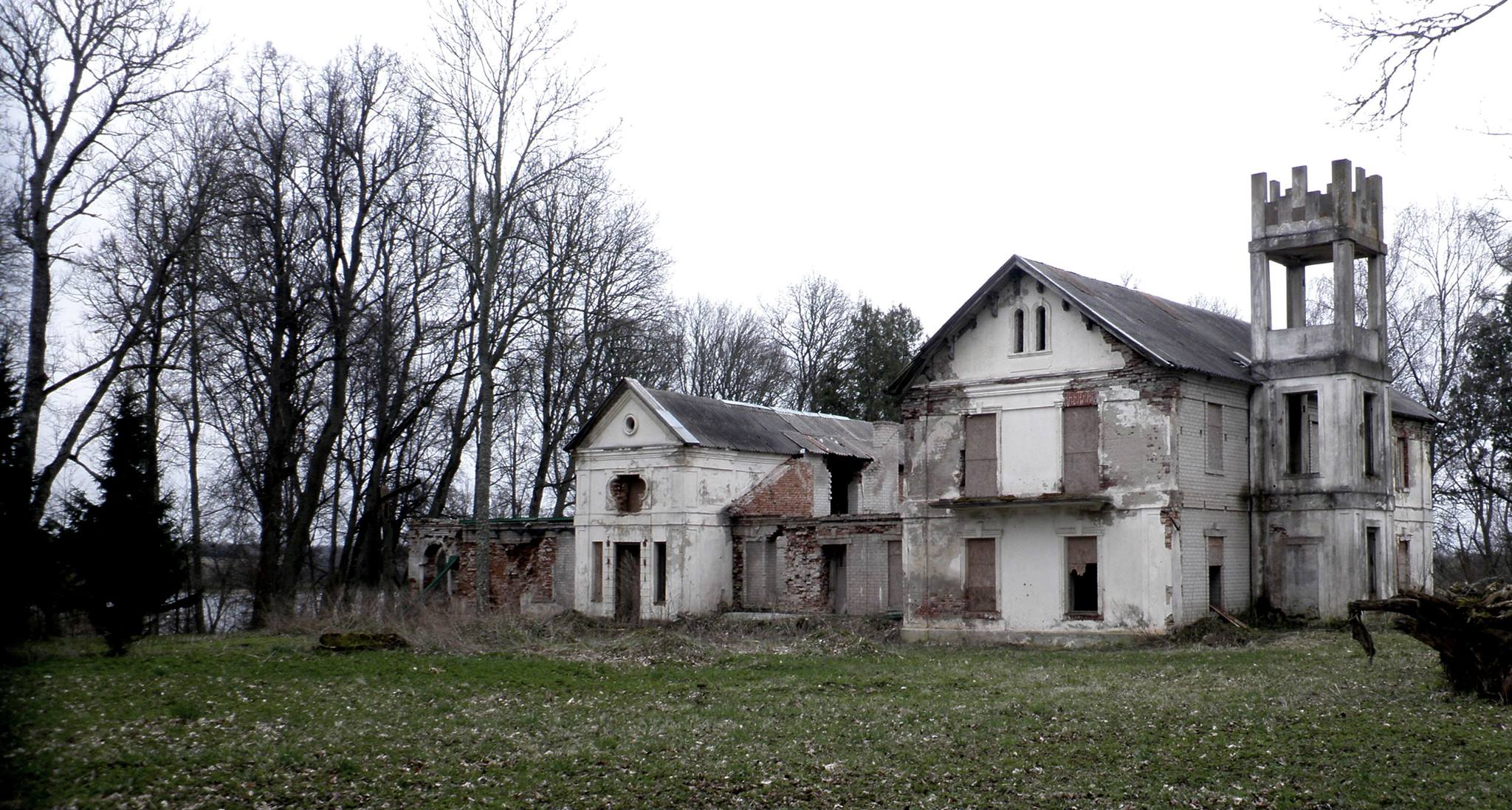
Dwór Weyssenhoffów w Tarnowie koło Jużynt, stan obecny
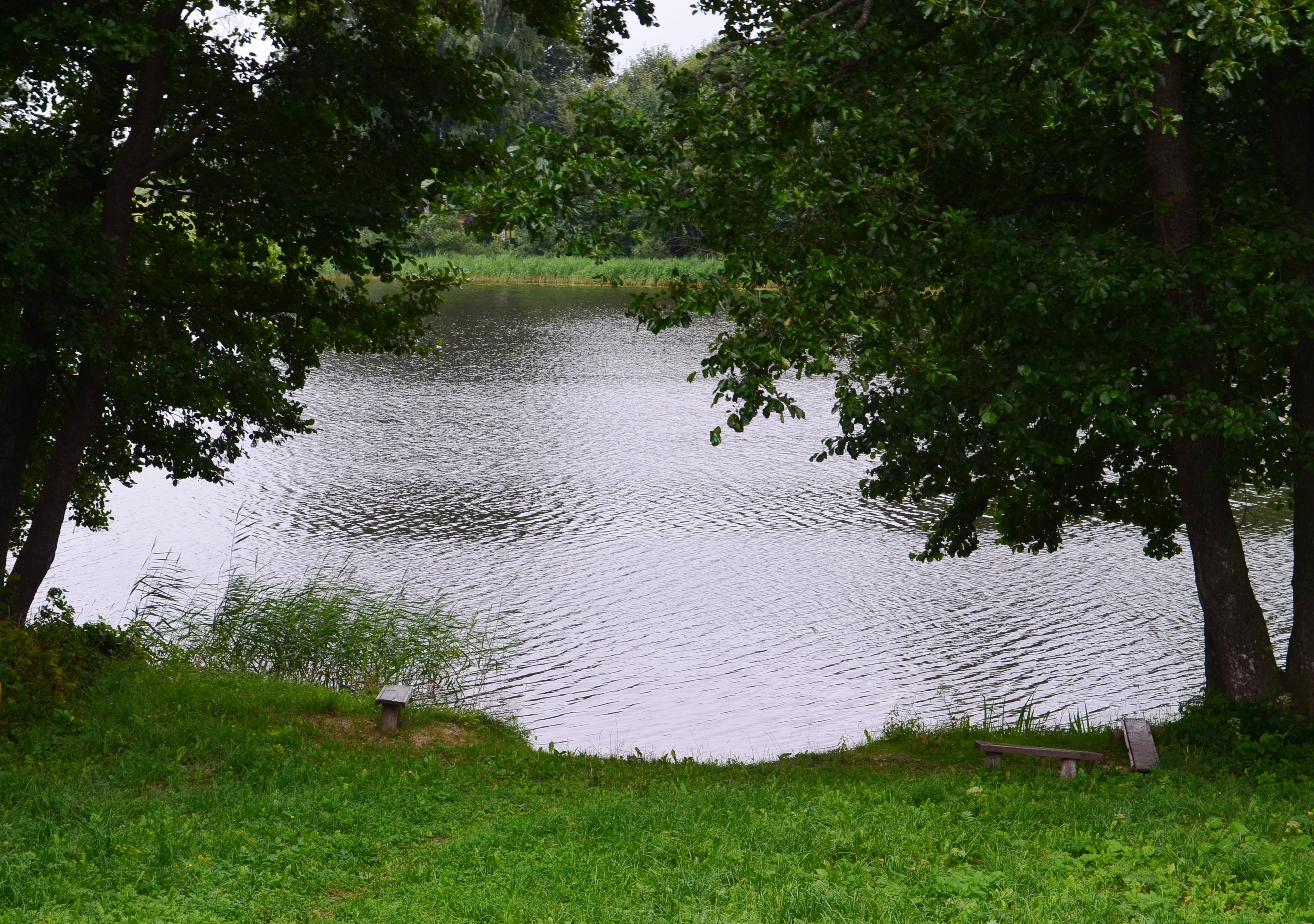
Jezioro w Jużyntach
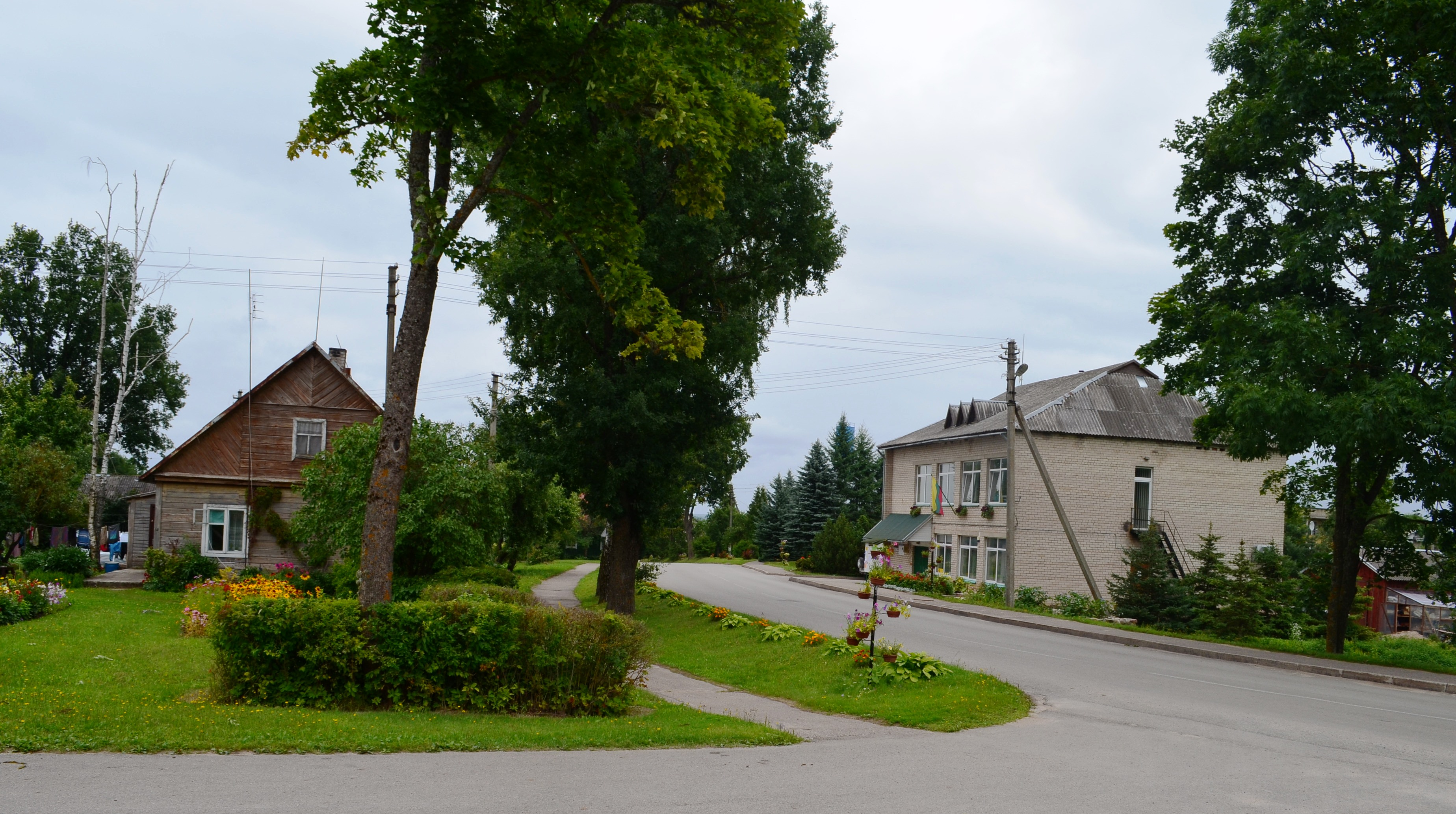
Centrum miasteczka
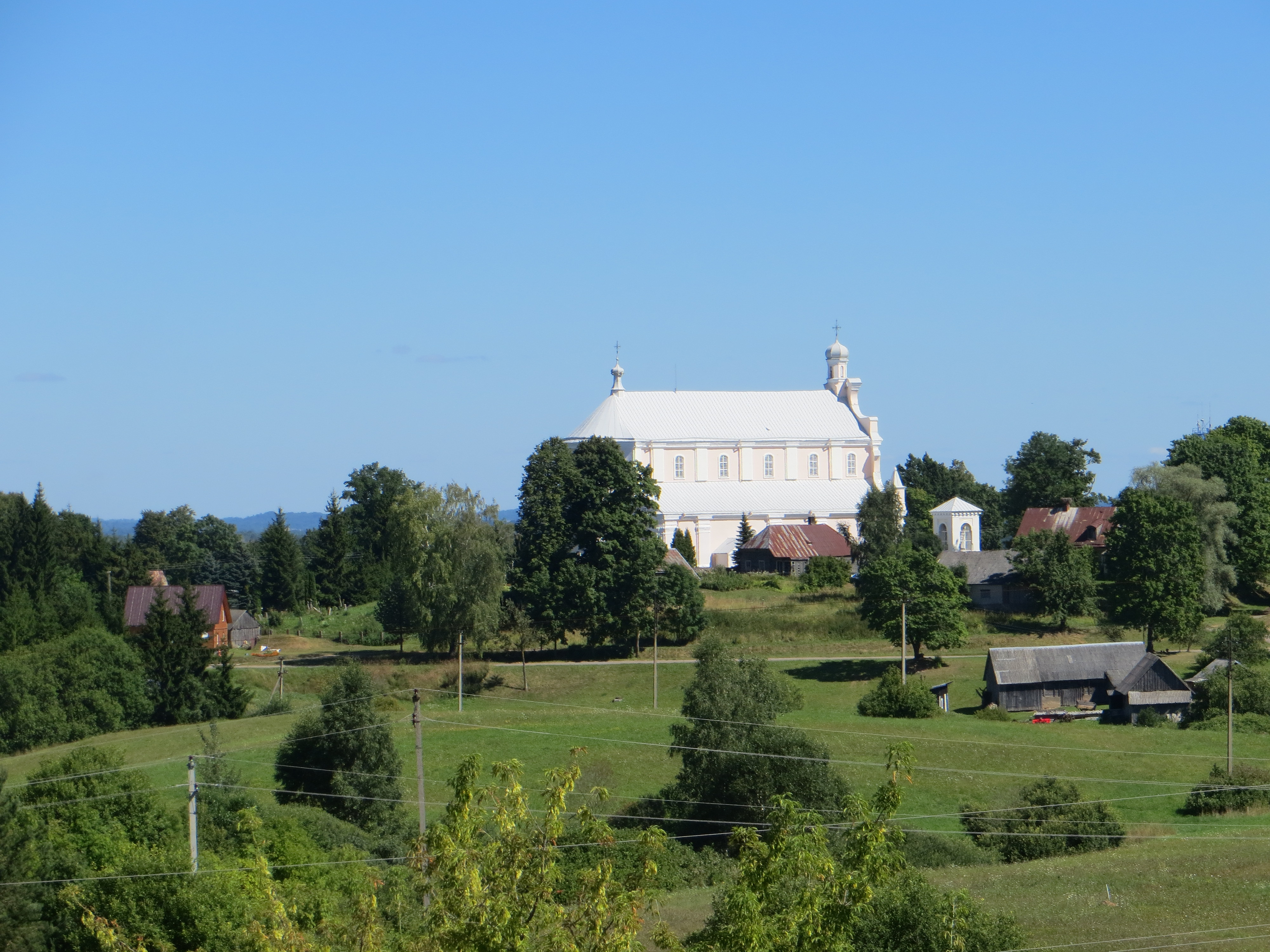
Panorama z widokiem kościoła

Jużynty na rysunkach Henryka Weyssenhoffa z wydania powieści Soból i panna z 1913 roku:

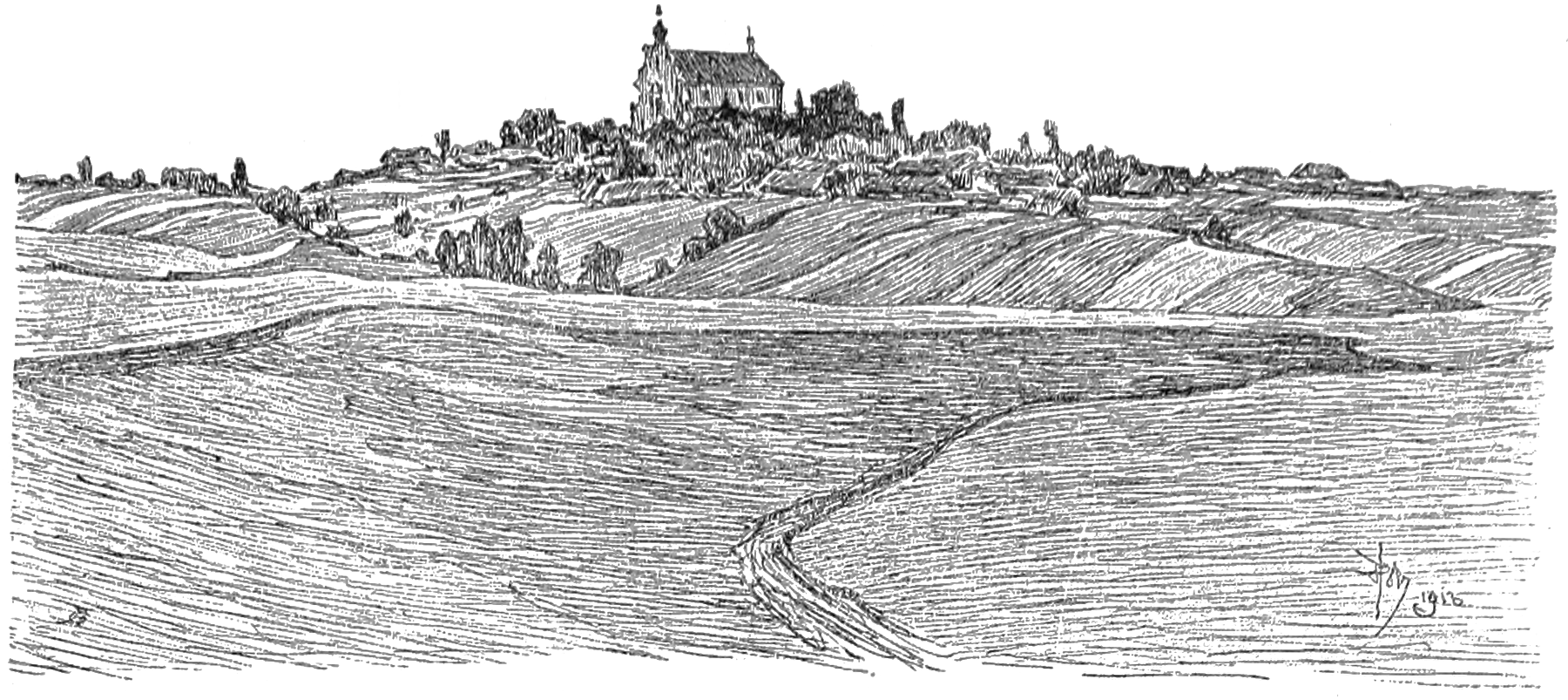
Panorama Jużynt
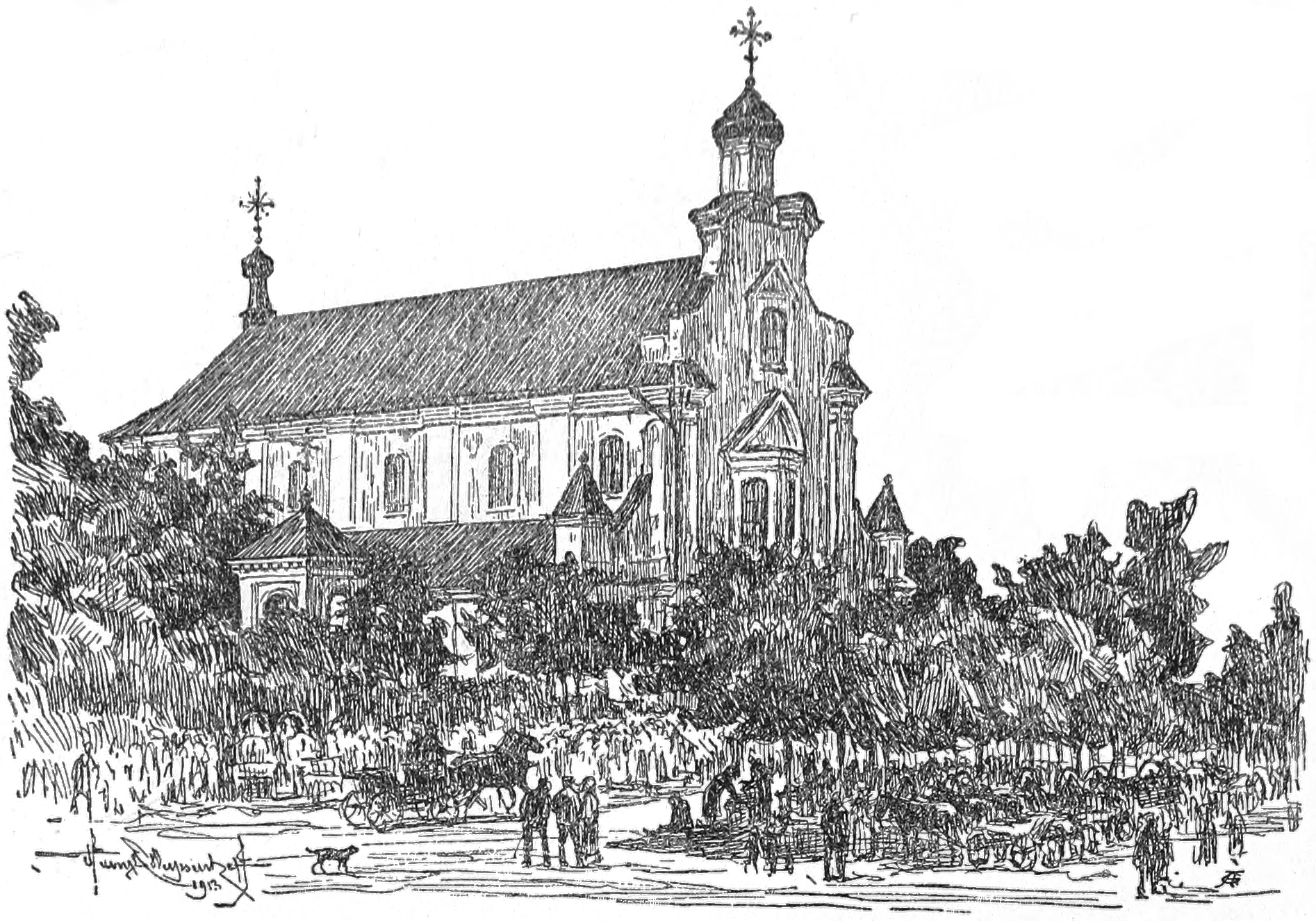
Kościół
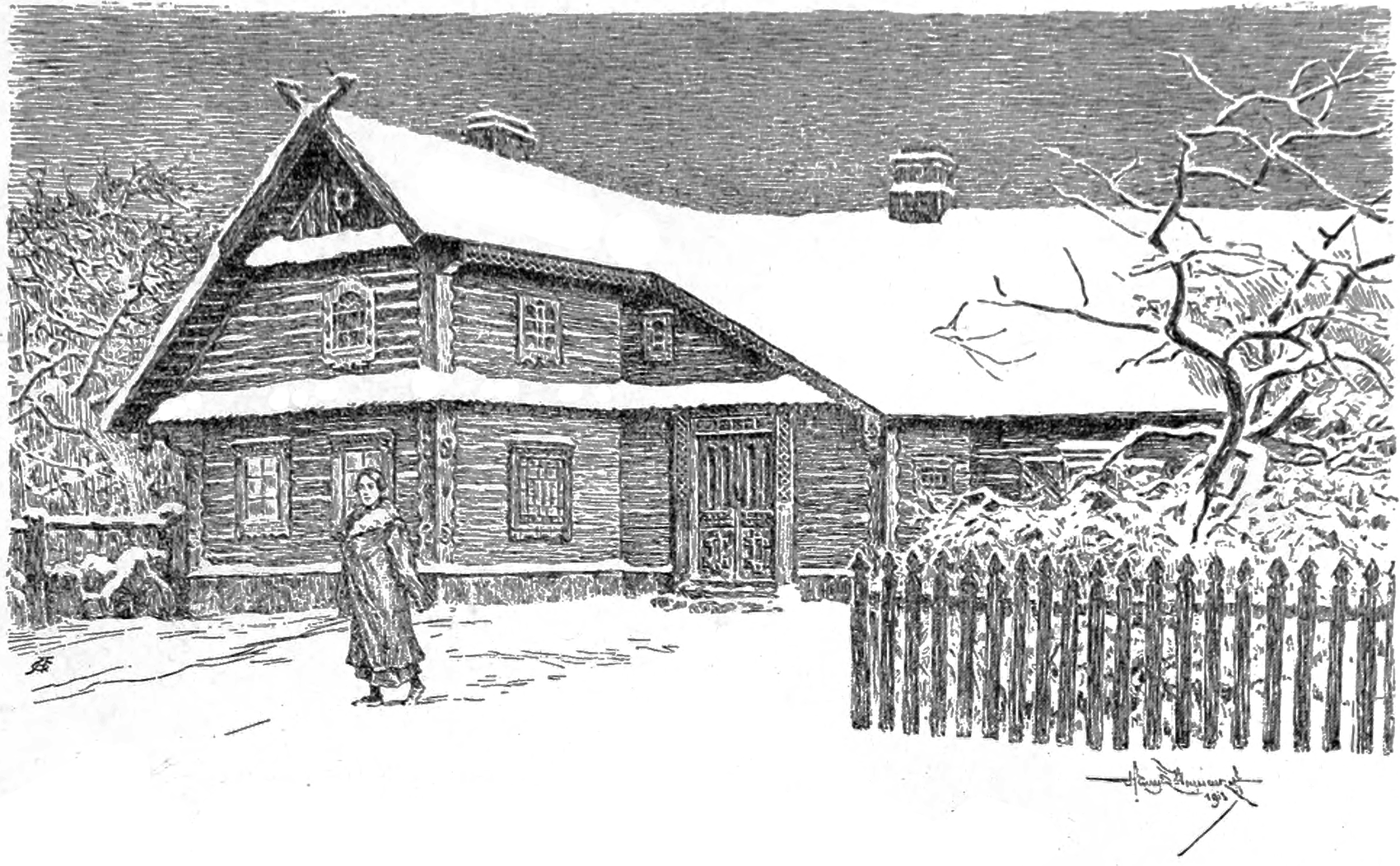
Dom Trembelów
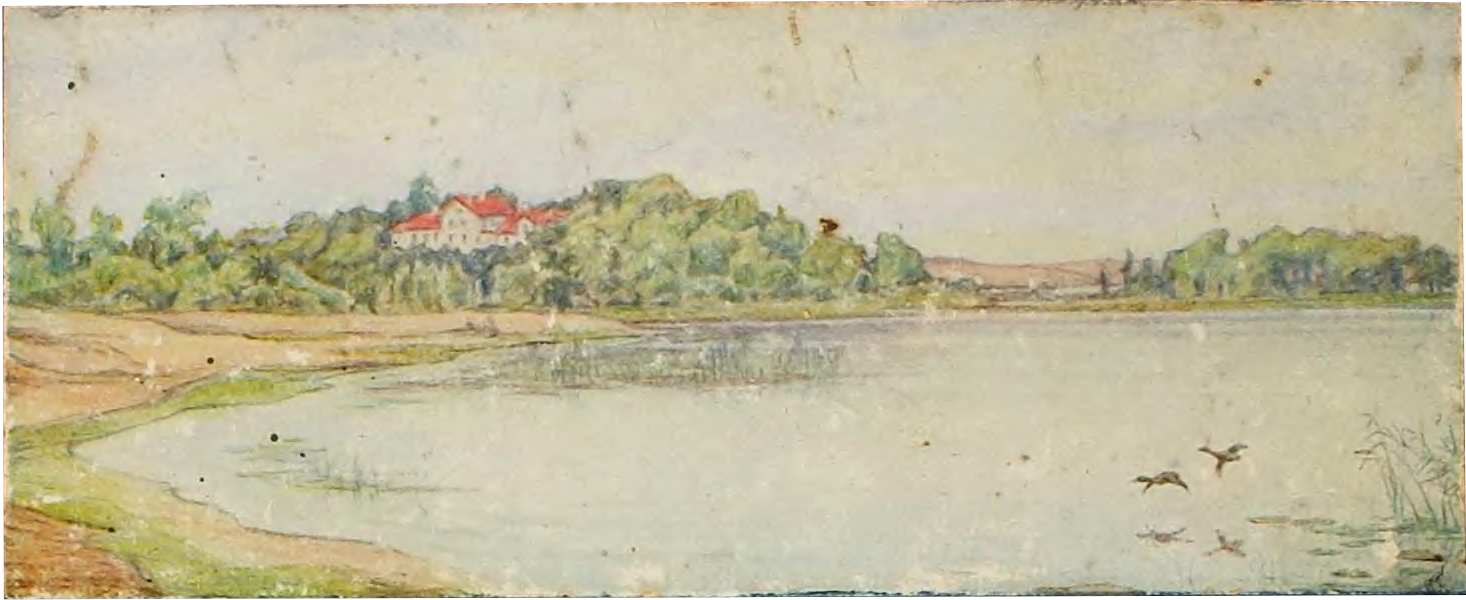
Panorama z widokiem na dwór